# Piripiri (peper)

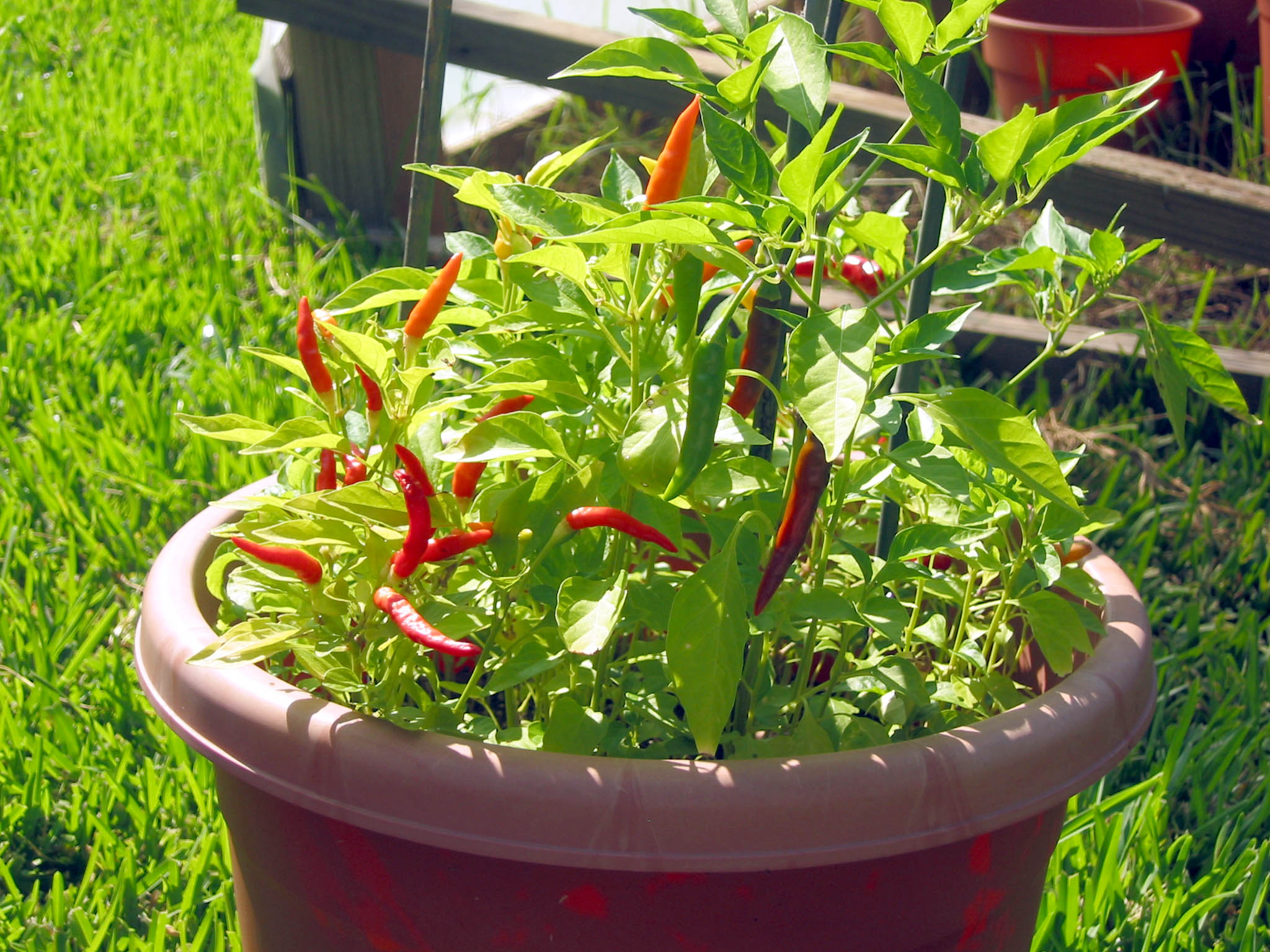
Piripiri

De piripiri (Swahili voor chilipeper, letterlijk: "peperpeper".) of African Bird's Eye, is de vrucht van een cultivar van de chilipepersoort Capsicum frutescens. De piripiri is een helderrode peper, iets kleiner en ook iets heter dan de gemiddelde chilipeper. De peper komt oorspronkelijk uit Amerika en is door Portugese zeevaarders naar Afrika gebracht. Daar werd hij al snel deel van een kruidenmix, ook wel in de vorm van een olie.
De Portugezen namen deze mix uit Mozambique en Angola mee terug naar Portugal, waar hij nu een populair ingrediënt in de nationale keuken is. Vanuit Portugal begon hij zich via Zuid-Afrika en India over de rest van de wereld te verspreiden. De restaurantketen Nando's richt zich op met piripiri gemarineerde kipgerechten.
Het traditionele Portugese recept voor kip piripiri bestaat enkel uit gedroogde piripiri pepers, kip, wat zout en knoflook, laurier, olijfolie, whisky en citroensap. De ingrediëntenlijst in de Nederlandse keuken is veel langer. Zo wordt de pittige Portugese smaakmaker vaak vervangen door compleet andere chilipepers (zoals rawit), en voegen we producten als paprika (poeder), tomaten, courgettes, uien, limoen en diverse groene gedroogde kruiden toe. Van het originele piripiri recept is weinig meer over. Tegenwoordig (2025) zijn in de meeste supermarkten (Albert Heijn, Jumbo etc.) gekruide of Kant en klaar gerechten alsmede kruidenmengsels onder de naam 'Piri-Piri' verkrijgbaar die totaal niet meer lijken op de originele piripiri en waarin deze peper vaak niet eens aanwezig is.
Piripiriolie bestaat in zijn eenvoudigste vorm uit olie, cayennepeper, chilipeper en keukenzout. Een veelgebruikt piripirimengsel bestaat uit een handgemalen melange van de Spaanse paprika, sel gris (Frans zeezout), piripiripepers, oregano, gember, kardemom, knoflook en uiensnippers.
Piripiri wordt ook vaak "rawit" genoemd, dit is echter een verzamelnaam voor allerlei soorten chilipepers.